# Stenocactus dichroacanthus
Stenocactus dichroacanthus là một loài thực vật có hoa trong họ Cactaceae. Loài này được (Mart.) A. Berger ex Backeb. & F.M. Knuth miêu tả khoa học đầu tiên năm 1933.